# NGC 7212
NGC 7212 é uma galáxia espiral (Sb) localizada na direcção da constelação de Pegasus. Possui uma declinação de +10° 14' 05" e uma ascensão recta de 22 horas, 07 minutos e 02,2 segundos.
A galáxia NGC 7212 foi descoberta em 2 de Outubro de 1886 por Lewis A. Swift.